# ファー・アウェイ (曲)
「ファー・アウェイ」（原題 : Far Far Away）は、スレイドの楽曲である。1974年に5作目のオリジナル・アルバム『狂乱の炎』からの先行シングルとして発売された。作詞作曲はノディ・ホルダーとジム・リーで、プロデューサーはチャス・チャンドラー。シングルは、全英シングルチャートで最高位2位を獲得した。

## 背景
1974年の時点でシングルやアルバムのチャートで上位に入るなどの成功を収めていたが、バンド内ではマンネリが生じていた。その中でマネージャーであるチャス・チャンドラーは、バンドが出演する映画を制作することを提案し、ホルダーとリーは映画のサウンドトラックのための楽曲を書き始めた。これによりバンドはこれまでの方向性から脱却するかたちで、様々なアイデアをサウンド面に取り入れた。
本作の「I see the yellow lights go down the Mississipi」というフレーズは、ホルダーが全米ツアー中に泊まったメンフィスのミシシッピ川を見おろすホテルのバルコニーからインスピレーションを受けたもの。ホルダーは部屋に戻った30分後に「Letting Loose Around the World」と題した本作の原型を完成させ、後にリーによって、コーラスの歌詞が加えられた。1984年にリーは「『ファー・アウェイ』はノディと僕の本物の共同作だ。ヴァースをノディ、コーラスを僕が書いた。うわついたバレル・ハウスのような曲をやりたかったんだけど、チャスはあまり乗り気じゃなかった。」と語っている。
後にホルダーとドン・パウエルは、本作をスレイドのお気に入りの楽曲として挙げている。

## リリース
「ファー・アウェイ」はイギリスをはじめ、アイルランド、ヨーロッパ、オーストラリア、ニュージーランド、フィリピンなどの国で7インチシングル盤として発売された。イギリスで1974年10月11日に発売された7インチシングル盤は、全英シングルチャートで最高位2位を獲得。B面には「昨日は昨日」が収録され、後に発売されたアルバム『狂乱の炎』にはA面・B面の2曲とも収録された。
1975年に本作のソノシート（7インチ）がスミスクリスプより「チャート・バスターズ」シリーズの一つとして発売された。なおソノシートでは、B面が「メモリー」が差し替えられた。1989年にオランダで発売された再発盤のB面には「ハウ・ダズ・イット・フィール」が収録された。なお、同年にCDで発売されたシングル盤『メリー・クリスマス・エヴリバディ』のB面にも収録された。
1992年にドイツで公開された映画『Go Trabi Go 2 : Das war der Wilde Osten』で使用され、翌年にC&Aのテレビ広告「Don Quixote」でも使用された。テレビ広告が人気を博したことに乗じて、1994年にドイツで本作の7インチシングル盤とCDシングル盤が再発売され、同国のシングルチャートで最高位19位を獲得した。

## プロモーション
本作のミュージック・ビデオは、映画『スレイド・イン・フレイム』のスタッフによって撮影・制作された。ミュージック・ビデオは、映画と同じ衣装を着用したメンバーが本作を演奏するという内容になっている。
テレビでの演奏は、ドイツの音楽番組『Disco』やオランダの音楽番組『TopPop』で行われた。

## シングル収録曲
全曲 作詞作曲 : ノディ・ホルダー、ジム・リー
| #         | タイトル                                     | 作詞 | 作曲・編曲 | 時間 |
| --------- | -------------------------------------------- | ---- | ---------- | ---- |
| 1.        | 「ファー・アウェイ」(Far Far Away)           |      |            | 3:33 |
| 2.        | 「昨日は昨日」(O.K. Yesterday Was Yesterday) |      |            | 3:51 |
| 合計時間: | 合計時間:                                    | 7:24 |            |      |

| #         | タイトル                                                     | 作詞 | 作曲・編曲 | 時間 |
| --------- | ------------------------------------------------------------ | ---- | ---------- | ---- |
| 1.        | 「ファー・アウェイ」(Far Far Away)                           |      |            | 3:33 |
| 2.        | 「メモリー」(Thanks for the Memory (Wham Bam Thank You Mam)) |      |            | 3:51 |
| 合計時間: | 合計時間:                                                    | 7:24 |            |      |

| #         | タイトル                                           | 作詞 | 作曲・編曲 | 時間 |
| --------- | -------------------------------------------------- | ---- | ---------- | ---- |
| 1.        | 「ファー・アウェイ」(Far Far Away)                 |      |            | 3:33 |
| 2.        | 「ハウ・ダズ・イット・フィール」(How Does It Feel) |      |            | 5:55 |
| 合計時間: | 合計時間:                                          | 9:28 |            |      |

| #         | タイトル                                                     | 作詞 | 作曲・編曲 | 時間 |
| --------- | ------------------------------------------------------------ | ---- | ---------- | ---- |
| 1.        | 「ファー・アウェイ」(Far Far Away)                           |      |            | 3:33 |
| 2.        | 「スクゥイーズ・ミー、プリーズ・ミー」(Skweeze Me Pleeze Me) |      |            | 4:26 |
| 合計時間: | 合計時間:                                                    | 7:59 |            |      |

| #         | タイトル                                                     | 作詞  | 作曲・編曲 | 時間 |
| --------- | ------------------------------------------------------------ | ----- | ---------- | ---- |
| 1.        | 「ファー・アウェイ」(Far Far Away)                           |       |            | 3:34 |
| 2.        | 「クレイジー・ママ」(Mama Weer All Crazee Now)               |       |            | 3:41 |
| 3.        | 「スクゥイーズ・ミー、プリーズ・ミー」(Skweeze Me Pleeze Me) |       |            | 4:26 |
| 合計時間: | 合計時間:                                                    | 11:41 |            |      |

| #         | タイトル                                                     | 作詞 | 作曲・編曲 | 時間 |
| --------- | ------------------------------------------------------------ | ---- | ---------- | ---- |
| 1.        | 「ファー・アウェイ」(Far Far Away)                           |      |            | 3:34 |
| 2.        | 「スクゥイーズ・ミー、プリーズ・ミー」(Skweeze Me Pleeze Me) |      |            | 4:26 |
| 合計時間: | 合計時間:                                                    | 8:00 |            |      |

## クレジット
- ノディ・ホルダー - リード・ボーカル、ギター
- デイヴ・ヒル（英語版） - リードギター、バッキング・ボーカル
- ジム・リー（英語版） - ベース、オルガン、バッキング・ボーカル
- ドン・パウエル（英語版） - ドラム

## チャート成績
| チャート (1974年)                      | 最高位 |
| -------------------------------------- | ------ |
| オーストラリア (ARIA)                  | 23     |
| ベルギー (Ultratop 50 Wallonia)        | 2      |
| ベルギー (Ultratop 50 Flanders)        | 24     |
| オランダ (Single Top 100)              | 13     |
| フィンランド (Suomen virallinen lista) | 12     |
| フランス (SNEP)                        | 49     |
| ドイツ (GfK Entertainment charts)      | 8      |
| アイルランド (IRMA)                    | 2      |
| ノルウェー (VG-lista)                  | 1      |
| UK シングルス (OCC)                    | 2      |

| チャート (1993年)               | 最高位 |
| ------------------------------- | ------ |
| ドイツ (Official German Charts) | 19     |

## 認定
| 国/地域                    | 認定   | 認定/売上数 |
| -------------------------- | ------ | ----------- |
| イギリス (BPI)             | Silver | 250,000^    |
| ^ 認定のみに基づく出荷枚数 |        |             |